# 椒湯幽蘭介
椒湯幽蘭介（学名：Clithrocytheridea chiaotanga）为荊花介科幽蘭介屬下的一个种。